# 334 a.C.

## Eventos

Anatólia, início da campanha de Alexandre

- Espúrio Postúmio Albino Caudino e Tito Vetúrio Calvino, cônsules romanos.
- Alexandre cruza o Helesponto e inicia as campanhas persas.[1]
- Batalha do Grânico,[2] primeira vitória de Alexandre sobre os persas.
- Os macedônios capturam Sárdis,[3] Mileto,[4] Halicarnasso,[5][6] o resto da Cária,[5] deste a fronteira da Grande Frígia[6] até a Cilícia,[7] e a cidade dos Marmares, na fronteira da Lícia.[8]

## Política
- Ctesicles, arconte de Atenas.[1]
- Gaius Sulpicius e Lucius Papirius, cônsules romanos.[1]